# Municipio de Clemmonsville
El municipio de Clemmonsville (en inglés: Clemmonsville Township) es un municipio ubicado en el  condado de Forsyth en el estado estadounidense de Carolina del Norte. En el año 2000 tenía una población de 13.123 habitantes.

## Geografía
El municipio de Clemmonsville se encuentra ubicado en las coordenadas 36°01′08″N 80°23′57″O / 36.0187511, -80.3992652